# Ramonville-Saint-Agne
Ramonville-Saint-Agne est une commune française, située dans le département de la Haute-Garonne, en région Occitanie. Elle est limitrophe du sud de Toulouse, faisant partie de son agglomération mais pas de Toulouse Métropole. Tournée vers le sud, Ramonville-Saint-Agne appartient à la communauté d'agglomération du Sicoval.
Sur le plan historique et culturel, la commune est dans le Pays toulousain, qui s’étend autour de Toulouse le long de la vallée de la Garonne, bordé à l’ouest par les coteaux du Savès, à l’est par ceux du Lauragais et au sud par ceux de la vallée de l’ Ariège et du Volvestre. Exposée à un climat océanique altéré, elle est drainée par le canal du Midi, l'Hers-Mort et par divers autres petits cours d'eau. La commune possède un patrimoine naturel remarquable :  un espace protégé (les « prairies Humides à jacinthe de Rome sur les communes de Ramonville-Saint-Agne et d'Auzeville-Tolosane ») et deux zones naturelles d'intérêt écologique, faunistique et floristique.
Avec 15 172 habitants en 2022, elle est la commune la plus peuplée du Sicoval et la 9ème commune du département. La commune a connu une démographie dynamique, passant de 2 214 habitants en 1968 à 14 467 en 2018. Ses habitants sont appelés les Ramonvillois.
Reliant Toulouse à Sète, le canal du Midi qui traverse la commune est inscrit au patrimoine mondial de l'Unesco depuis 1996.
Ramonville accueille de nombreux équipements qui contribuent à sa vitalité culturelle, elle est marquée par des temps forts qui en font sa réputation : le Festival de rue de Ramonville qui accueille chaque année plus de 30 000 festivaliers ou le Week-end des Curiosités de l'incontournable salle de spectacle Le Bikini.
Ramonville bénéficie de l'aire d'influence toulousaine concernant l'industrie aéronautique et spatiale. Elle s'insère dans un environnement d'excellence dans le domaine de la recherche et de l'enseignement, dont l’Université Paul Sabatier, le CHU de Rangueil et le centre spatial de Toulouse CNRS et CNES. Le parc technologique du Canal consacré au spatial, à la navigation par satellite et ses applications, à la télédétection, à l'informatique et aux biotechnologies, accueille 250 établissements sur 33 ha.
Le patrimoine architectural de la commune comprend deux  immeubles protégés au titre des monuments historiques : le pigeonnier, inscrit en 1932, et l'aqueduc de Saint-Agne, inscrit en 1998.

## Géographie

### Localisation
La commune de Ramonville-Saint-Agne se trouve dans le département de la Haute-Garonne, en région Occitanie.
Elle se situe à 7 km à vol d'oiseau de Toulouse, préfecture du département. La commune fait en outre partie du bassin de vie de Toulouse.
Les communes les plus proches sont : 
Auzeville-Tolosane (2,2 km), Pechbusque (2,4 km), Vieille-Toulouse (3,3 km), Castanet-Tolosan (3,9 km), Mervilla (4,3 km), Vigoulet-Auzil (4,5 km), Saint-Orens-de-Gameville (4,8 km), Labège (4,8 km).
Sur le plan historique et culturel, Ramonville-Saint-Agne fait partie du pays toulousain, une ceinture de plaines fertiles entrecoupées de bosquets d'arbres, aux molles collines semées de fermes en briques roses, inéluctablement grignotée par l'urbanisme des banlieues.
Ramonville-Saint-Agne est limitrophe de quatre autres communes.
Les communes limitrophes sont  Auzeville-Tolosane, Labège, Pechbusque et Toulouse.
|            | Toulouse              |        |
| Pechbusque | Ramonville-Saint-Agne | Labège |
|            | Auzeville-Tolosane    |        |

### Géologie et relief
La superficie de la commune est de 646 hectares ; son altitude varie de 143  à   252 mètres.

### Hydrographie

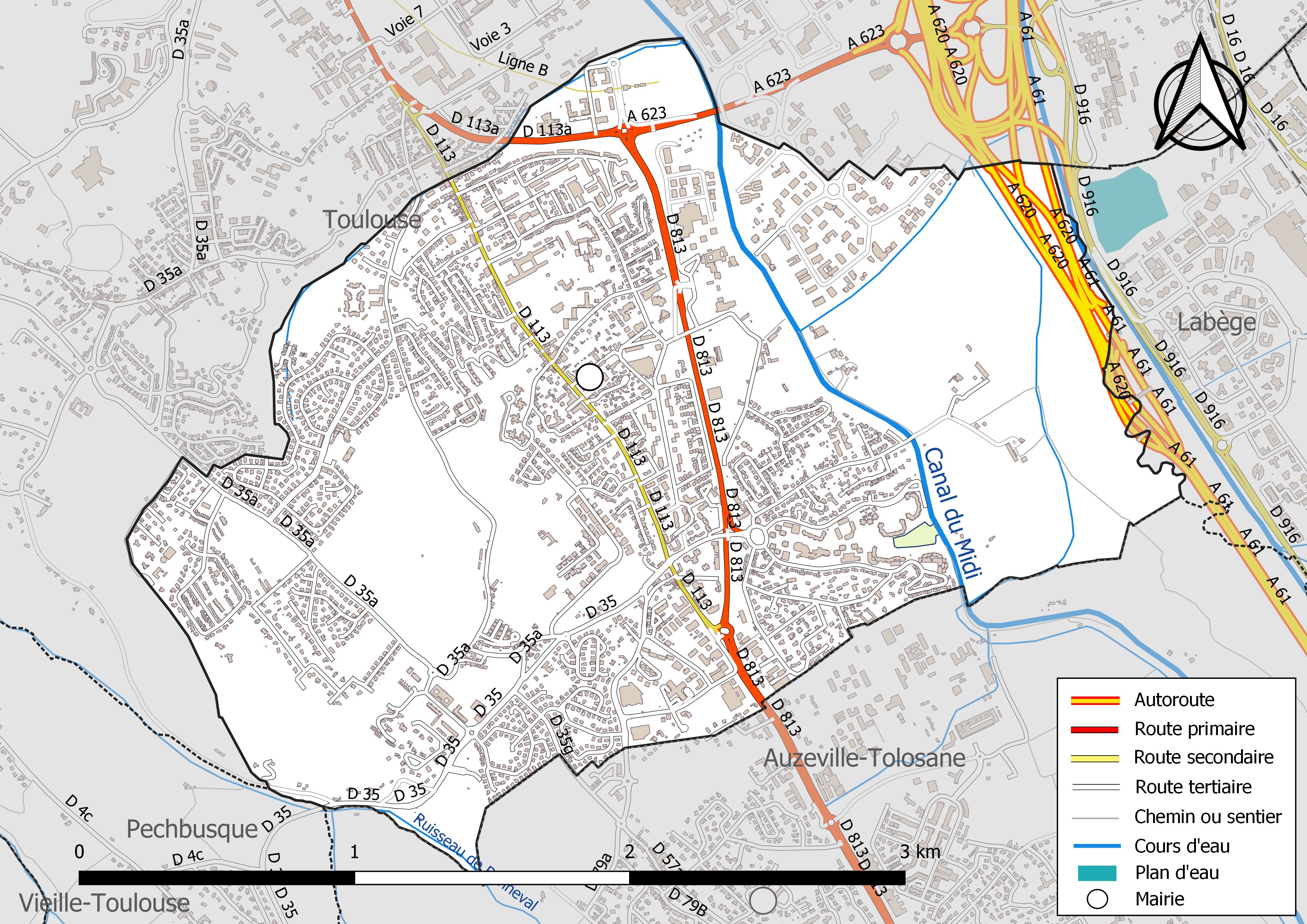
Réseaux hydrographique et routier de Ramonville-Saint-Agne.

La commune est dans le bassin de la Garonne, au sein du bassin hydrographique Adour-Garonne. Elle est drainée par le canal du Midi, l'Hers-Mort et par divers petits cours d'eau, constituant un réseau hydrographique de 6 km de longueur totale,.
Le canal du Midi, d'une longueur totale de 239,8 km, est un canal de navigation à bief de partage qui relie Toulouse à la mer Méditerranée depuis le xviie siècle.
L'Hers-Mort, d'une longueur totale de 89,3 km, prend sa source dans la commune de Laurac (11) et s'écoule du sud-est vers le nord-ouest. Il traverse la commune et se jette dans la Garonne à Grenade, après avoir traversé 40 communes.

### Climat
Pour des articles plus généraux, voir Climat de l'Occitanie et Climat de la Haute-Garonne.
En 2010, le climat de la commune est de type climat du Bassin du Sud-Ouest, selon une étude s'appuyant sur une série de données couvrant la période 1971-2000. En 2020, Météo-France publie une typologie des climats de la France métropolitaine dans laquelle la commune est exposée à un climat océanique altéré et est dans la région climatique Aquitaine, Gascogne, caractérisée par une pluviométrie abondante au printemps, modérée en automne, un faible ensoleillement au printemps, un été chaud (19,5 °C), des vents faibles, des brouillards fréquents en automne et en hiver et des orages fréquents en été (15 à 20 jours).
Pour la période 1971-2000, la température annuelle moyenne est de 13,4 °C, avec une amplitude thermique annuelle de 15,8 °C. Le cumul annuel moyen de précipitations est de 732 mm, avec 9,8 jours de précipitations en janvier et 6 jours en juillet. Pour la période 1991-2020, la température moyenne annuelle observée sur la station météorologique la plus proche, située sur la commune de Cugnaux à 11 km à vol d'oiseau, est de 14,3 °C et le cumul annuel moyen de précipitations est de 635,7 mm,. Pour l'avenir, les paramètres climatiques de la commune estimés pour 2050 selon différents scénarios d’émission de gaz à effet de serre sont consultables sur un site dédié publié par Météo-France en novembre 2022.

### Milieux naturels et biodiversité

#### Espaces protégés
La protection réglementaire est le mode d’intervention le plus fort pour préserver des espaces naturels remarquables et leur biodiversité associée,.
Un  espace protégé est présent sur la commune : 
les « prairies Humides à jacinthe de Rome sur les communes de Ramonville-Saint-Agne et d'Auzeville-Tolosane », objet d'un arrêté de protection de biotope, d'une superficie de 22,6 ha.

#### Zones naturelles d'intérêt écologique, faunistique et floristique

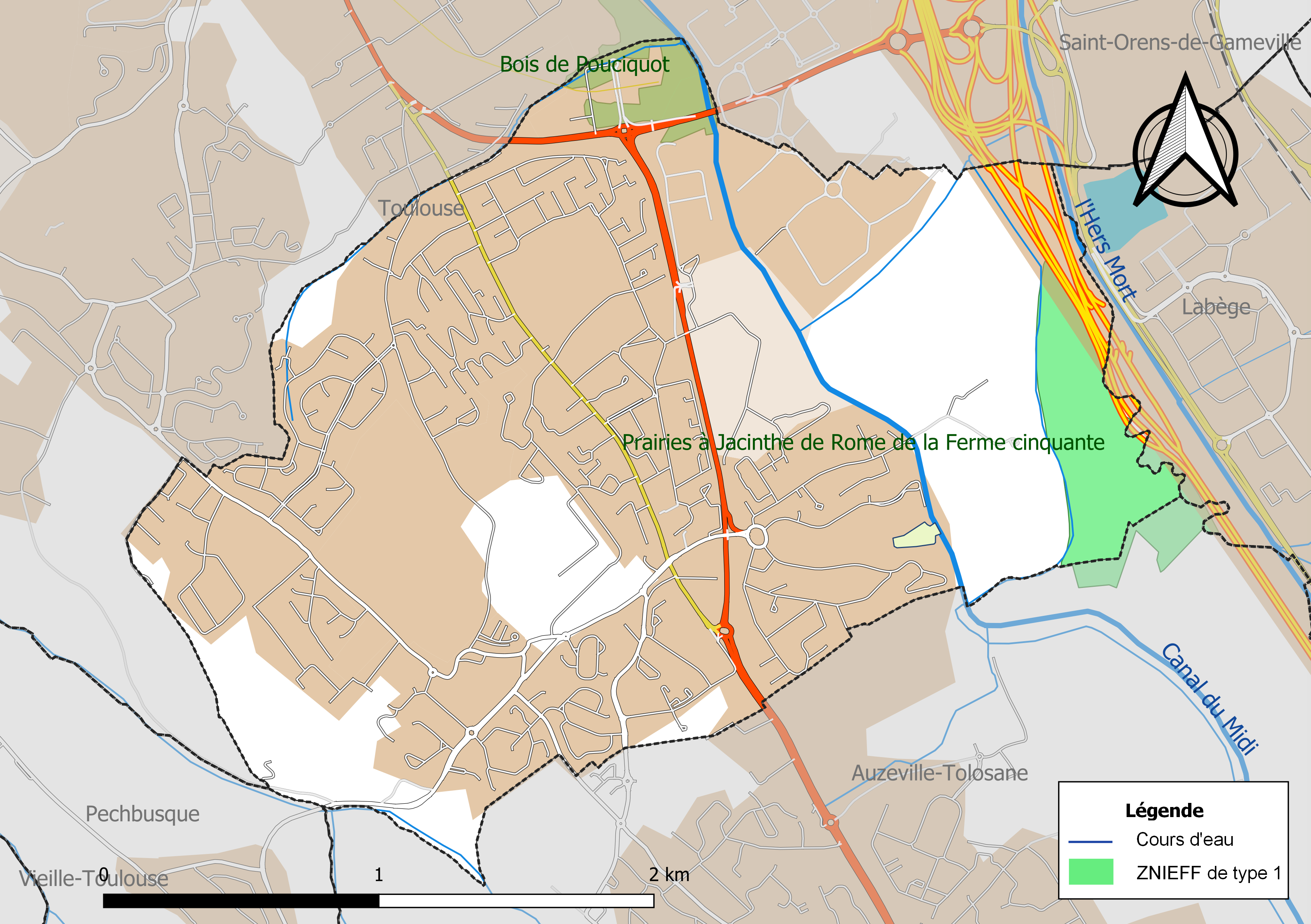
Carte des ZNIEFF de type 1 localisées sur la commune.

L’inventaire des zones naturelles d'intérêt écologique, faunistique et floristique (ZNIEFF) a pour objectif de réaliser une couverture des zones les plus intéressantes sur le plan écologique, essentiellement dans la perspective d’améliorer la connaissance du patrimoine naturel national et de fournir aux différents décideurs un outil d’aide à la prise en compte de l’environnement dans l’aménagement du territoire.
Deux ZNIEFF de type 1 sont recensées sur la commune :
le « bois de Pouciquot » (17 ha), couvrant 2 communes du département et 
les « prairies à Jacinthe de Rome de la Ferme cinquante » (34 ha), couvrant 3 communes du département.

## Urbanisme

### Typologie
Au 1er janvier 2024, Ramonville-Saint-Agne est catégorisée grand centre urbain, selon la nouvelle grille communale de densité à sept niveaux définie par l'Insee en 2022.
Elle appartient à l'unité urbaine de Toulouse, une agglomération inter-départementale regroupant 81  communes, dont elle est une commune de la banlieue,,. Par ailleurs la commune fait partie de l'aire d'attraction de Toulouse, dont elle est une commune du pôle principal,. Cette aire, qui regroupe 527 communes, est catégorisée dans les aires de 700 000 habitants ou plus (hors Paris),.

### Occupation des sols
L'occupation des sols de la commune, telle qu'elle ressort de la base de données européenne d’occupation biophysique des sols Corine Land Cover (CLC), est marquée par l'importance des territoires artificialisés (73,9 % en 2018), en augmentation par rapport à 1990 (60,2 %). La répartition détaillée en 2018 est la suivante : 
zones urbanisées (58,2 %), zones agricoles hétérogènes (25,1 %), espaces verts artificialisés, non agricoles (11,6 %), zones industrielles ou commerciales et réseaux de communication (4,1 %), forêts (1 %). L'évolution de l’occupation des sols de la commune et de ses infrastructures peut être observée sur les différentes représentations cartographiques du territoire : la carte de Cassini (XVIIIe siècle), la carte d'état-major (1820-1866) et les cartes ou photos aériennes de l'IGN pour la période actuelle (1950 à aujourd'hui).
Afin de lutter contre l'artificialisation des sols, la commune a intégré en 2020 la notion de Coefficient de biotope par surface (CBS) pour les nouvelles constructions. Le CBS définit la part de surface éco-aménageable (végétalisée ou favorable à l’écosystème) sur la surface totale d’une parcelle considérée pour un projet de construction et répond aux objectifs suivants : améliorer le microclimat et l’hygiène atmosphérique, développer les fonctions naturelles des sols, infiltrer les eaux pluviales, alimenter la nappe phréatique, créer et revaloriser l’espace vital pour la faune et la flore.

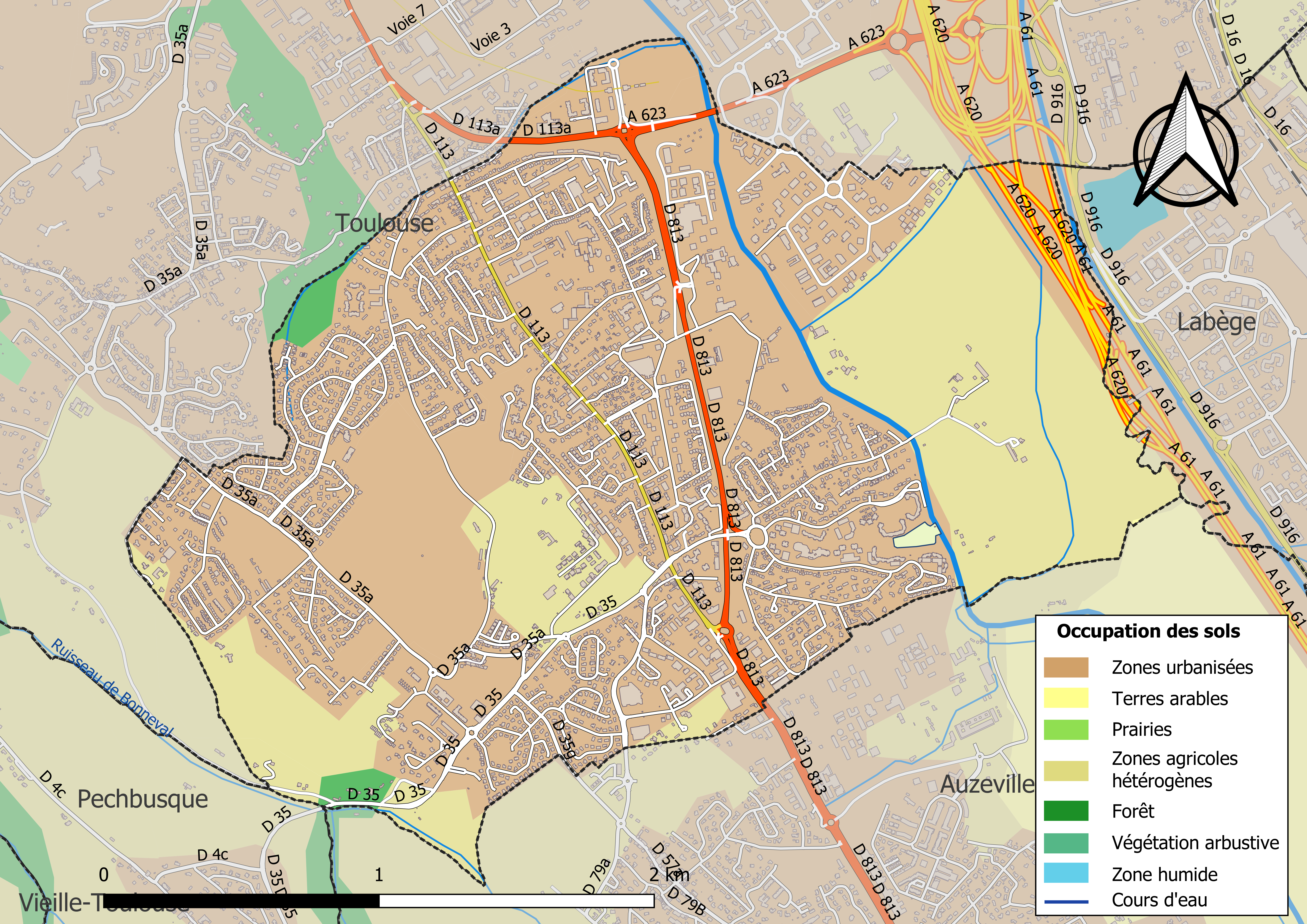
Carte des infrastructures et de l'occupation des sols de la commune en 2018 (CLC).
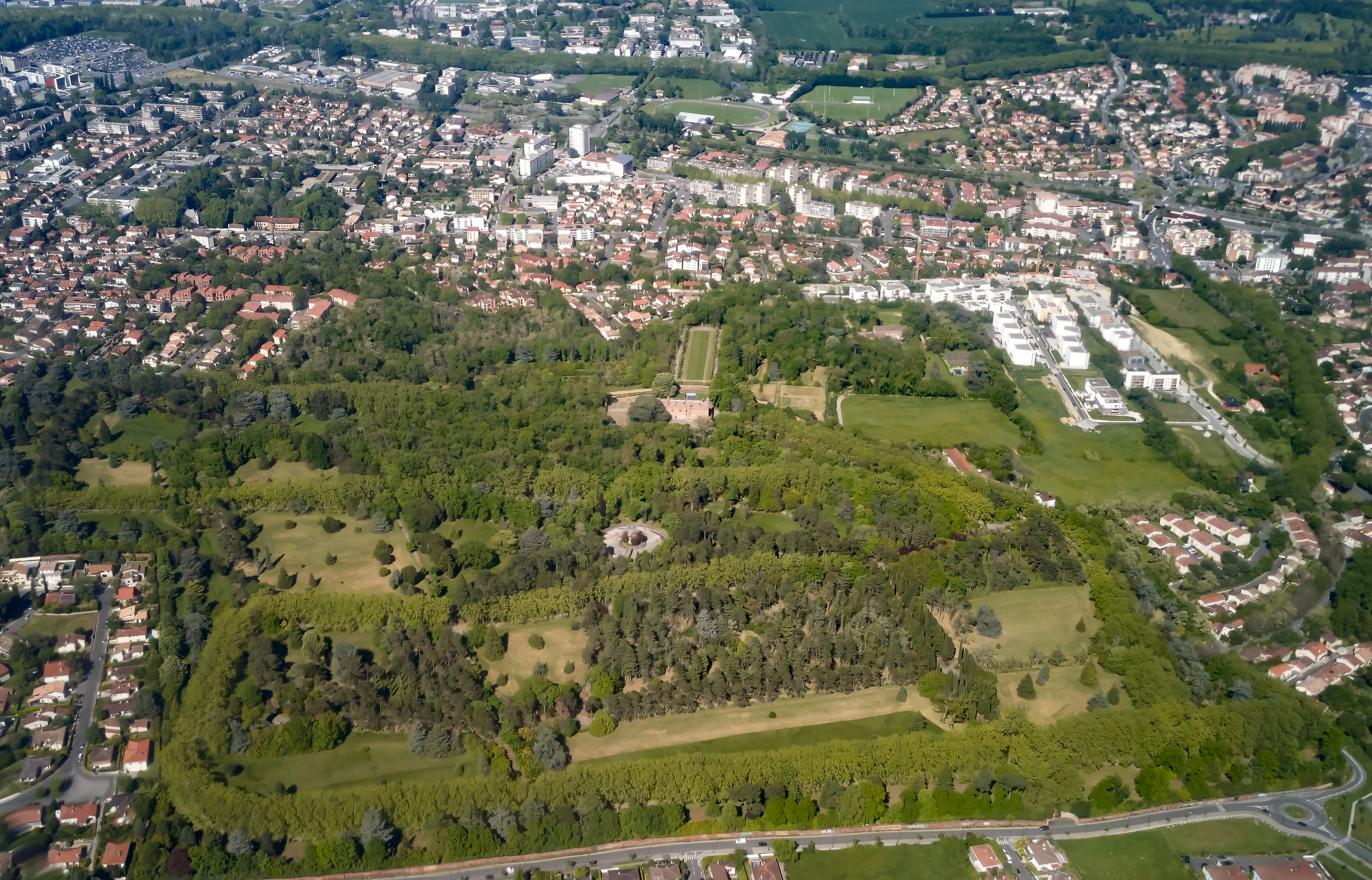
Ramonville-Saint-Agne en 2019 avec le château d'Aubuisson et ses parcs en premier plan.

### Morphologie urbaine
Ramonville-Saint-Agne comporte une surface plutôt faible, et est une commune très dense : la plupart de son territoire communal est habité. La ville comporte un centre-ville, au centre du territoire communal, ainsi que divers quartiers, dont les plus connus sont :
- la Cité Rose, nommée ainsi en raison de la couleur de ses immeubles ;
- les hauteurs avec la cité des Floralies, et des zones résidentielles principalement ;
- le quartier Marnac, tout autour du centre commercial principal de la commune ;
- Port-Sud, situé à l'est et qui abrite un port de plaisance sur le canal du Midi.

### Logement
En 2017, le nombre total de logements dans la commune était de 7 828, alors qu'il était de 6 447 en 2007.
Parmi ces logements, 90,7 % sont des résidences principales, 1,4 % des résidences secondaires et 7,9 % des logements vacants. Ces logements sont pour 31,7 % d'entre eux des maisons individuelles et pour 67,9 % des appartements.
La proportion des résidences principales, propriétés de leurs occupants était de 46,7 %, en légère baisse par rapport à 2007 (49,3 %). La commune comptait 18,5 % de logements HLM, leur nombre augmentant largement, passant de 530 en 2007 à 1 314 en 2017.

### Projets d'aménagements

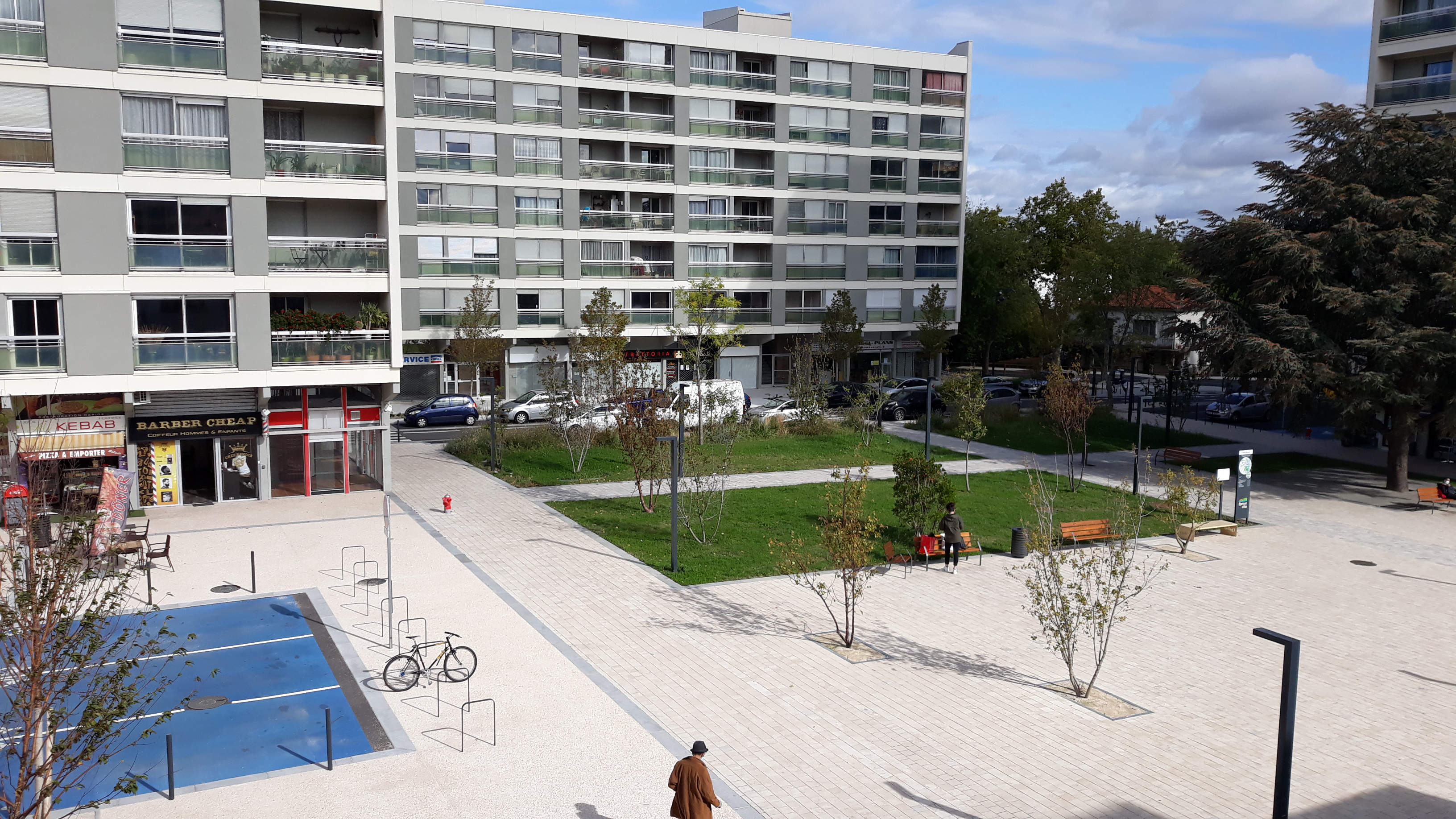
Nouvelle place Marnac après rénovation.

Entre 2018 et 2020, la mairie a voulu améliorer l'aménagement du cœur de ville, avec la création d'un centre-ville autour de la place Marnac. L'aménagement de la place s'est terminé en janvier 2020, avec les objectifs de : créer une place et implanter des espaces verts, renforcer l’activité commerciale par un traitement des pieds d’immeuble, créer un parvis pour le centre commercial, assurer l’accessibilité aux différents bâtiments, maintenir l’offre de stationnement.
En lien avec le réaménagement de la place Marnac, la commune a sollicité les services de l'Agence d'urbanisme de l'agglomération Toulousaine (AUAT) pour élaborer un projet urbain et paysager de l'entrée Nord de la ville sur un secteur qui concerne plus précisément le parking relais autour de la station de métro, en partenariat étroit avec Tisséo, et la zone artisanale (ZA) Nord.
Il est aussi prévu une opération de reconstruction-démolition de la copropriété très dégradée des Floralies pour la réalisation du nouvel écoquartier Maragon-Floralies. La 1ère et la 2ème phase du projet sont achevées, elles consistaient surtout en la construction de 340 logements, la création d'une chaufferie bois qui alimente la totalité du quartier en eau chaude sanitaire et en chauffage et la démolition des logements de l’ancienne copropriété des Floralies. La 3ème phase doit être réalisée, elle consiste en la construction de logements et d’équipements publics, notamment l'installation d'une nouvelle Gendarmerie. Maragon-Floralies a reçu de la part du Ministère de la transition écologique et solidaire la labellisation Eco Quartier étape 3, il note notamment "Pour la première fois en France, un montage innovant en Société civile immobilière d’accession progressive à la propriété (SCIAPP) permet à des personnes d’entrer dans ce processus."
Des projets sont également prévus concernant l'écoquartier du Midi. Dès l'arrivée du métro en juin 2007 à Ramonville, la commune et son ancien maire Pierre Cohen ont souhaité tirer parti de la situation du site à proximité immédiate du métro pour créer un nouveau quartier. Un ensemble de 3 bâtiments de bureaux (8000 m²) à haute performance énergétique, sont en cours de construction, ils viendront compléter l’aménagement de l’écoquartier du Midi. Le premier des 3 bâtiments s'est achevé fin 2018.

### Voies routières
Située en banlieue sud de Toulouse, Ramonville-Saint-Agne est accessible par le périphérique de Toulouse sortie  19.

### Transports en commun

#### Métro
La commune est desservie par la ligne B du métro de Toulouse, dont la commune compte une station, la station terminus Ramonville tout au nord de la commune, séparée du tissu urbain existant, à l'instar de Balma et sa station de métro (Balma-Gramont). Une seconde station est en construction depuis 2023, Parc du Canal.

#### Bus
La station de métro Ramonville est le terminus de sept lignes du réseau Tisséo :
- la 27 vers le Lycée Toulouse-Lautrec via Toulouse,
- la 37 vers Jolimont via Toulouse,
- la 79 vers Labège Couder ou Saint-Orens Lycée,
- la 111 vers le Parc Technologique du Canal,
- la 112 vers les hauts de Ramonville,
- le TAD 119 vers de nombreuses communes du sud de Toulouse et le centre de Ramonville.
- La ligne de bus à haut niveau de service Linéo L6 du réseau Tisséo dessert la commune du nord au sud en la reliant à la station Ramonville depuis Castanet-Tolosan.

Un projet de bus en site propre, le long de l'avenue François-Mitterrand (RN 113), a été réalisé. Un site propre va de la station de métro de Ramonville jusqu'aux portes de la commune de Castanet en passant par Auzeville. À défaut d'avoir pu amener le métro dans ces communes, cela permet tout de même d'y améliorer l'offre de transports en commun.
D'autres lignes de bus du réseau Tisséo desservent également la ville : la ligne 54 qui part de la station Empalot jusqu'au quartier de la Gleyze-Vieille, la ligne 56 qui relie le centre de la ville à la station Université-Paul-Sabatier depuis Auzeville-Tolosane, la ligne 81 qui relie le centre-ville à la station Université-Paul-Sabatier depuis Castanet-Tolosan et la ligne 82 qui relie la station Université-Paul-Sabatier au port sud de la ville via les quartiers sud et le centre de Ramonville.

#### Cars
La commune est aussi desservie par trois lignes du réseau Arc-en-Ciel : l'express Hop!303 vers Nailloux, la 350 vers Avignonet-Lauragais et la 383 vers Salles-sur-l'Hers (les deux dernières desservent également le centre-ville de Ramonville).

#### Ecomobilité
L'écomobilité désigne des modes de transport jugés moins nuisibles à l'environnement, divers modes sont disponibles à Ramonville.
- Le covoiturage : un parking d’arrêt « courte-durée » en limite Nord du parc relais du métro à Ramonville est disponible pour les rendez-vous liés à la pratique du covoiturage.
- Borne pour voitures électriques : une borne de recharge pour véhicules électriques est disponible sur le parking Jean-Jaurès, allée Georges-Pompidou. La borne comprend deux points de charge permettant à deux véhicules de se charger en même temps, qu’il s’agisse d’une voiture électrique, d’une hybride rechargeable, d’un vélo ou d’un scooter électriques.
- L’autopartage : Ramonville dispose de 2 stations d’autopartage Citiz (le long de la bouche de métro sortie écoquartier du Midi et place Marnac près de l’école Jean-Jaurès). Le service d’autopartage permet d’accéder à une voiture en libre-service 24h/24 et 7j/7, pour des usages occasionnels et facturés selon la distance parcourue et le temps d’utilisation.
- Une station de gonflage autonome pour les vélos (place Jean Jaurès).

### Risques naturels et technologiques
La commune est située en zone inondable, du fait du passage de l'Hers-Mort sur la commune. On compte également un risque de mouvements de terrain et de retrait-gonflement des sols argileux sur la commune, pouvant créer des fissures sur les bâtiments. Ramonville est également concernée par un risque très faible de séismes (1/5).
On compte 2 installations industrielles sur la commune, non classées Seveso. On compte également 35 anciens sites industriels sur la commune, pouvant entraîner une certaine pollution.

## Toponymie
Appelé en langage courant Ramonville (Ramonvilla en occitan).

## Histoire
Une légende veut que le toponyme Ramonville vienne de Raymond IV, comte de Toulouse qui aurait possédé un château sur les hauteurs des coteaux, non loin de l'actuelle commune de Ramonville. Il aurait baptisé l'endroit à son nom quand il l'a traversé en partant en croisade en 1096.
Effectivement, ce nom de lieu procède peut-être d'un Raymond (Raimon, en occitan), nom de personne germanique basé sur ragin et mund, d'après Albert Dauzat et Charles Rostaing qui ne citent pas de formes anciennes. Le second élément est l'appellatif -ville (« domaine rural » « village », issu du gallo-roman VILLA) de l'époque mérovingienne ou carolingienne. De manière exceptionnelle, au sud de la Loire, dans la région de Toulouse, on rencontre cet appellatif postposé (précédé d'un nom de personne germanique). Certes, l'élément -vielle, -viale de même origine est attesté dans le Languedoc et les Landes, mais il prend curieusement la forme -ville du français dans la région de Toulouse (conjointement à -vielle et -fielle). Des fouilles archéologiques, par exemple sur le site de L'Isle-Jourdain ont mis au jour une nécropole franque de 46 sépultures du VIe siècle qui présente les caractéristiques de celles du nord de la France. Peut-être que ces Francs sont également à l'origine des toponymes en -ville dans la région ? Autre parallèle : à Aucamville, les archéologues ont trouvé une francisque et des scramasaxes dans des tombes de guerriers francs.
Homonymie avec Ramonville, à Rombas (Moselle) formé comme Ramonchamp (Vosges), plutôt avec le nom de personne germanique Radmund.
Le ruisseau Saint-Agne est une limite de la paroisse de Toulouse, et son nom fait référence à saint Aignan, patron d'Orléans qui en 451 délivra sa ville assiégée par Attila.
Les lieux les plus célèbres de Ramonville sont la ferme de Cinquante, qui est une ancienne ferme d'un ordre religieux dont le loyer était de 50 volailles chaque année, et le canal du Midi (canal des Deux-Mers), construit par Pierre-Paul Riquet, qui est classé au patrimoine mondial par l'Unesco.

## Politique et administration

### Tendances politiques et résultats
Politiquement, Ramonville-Saint-Agne semble être une commune avec une sensibilité de gauche.
A titre d'exemple, au 1er tour de l'élection présidentielle de 2017, à Ramonville-Saint-Agne, c'est Emmanuel Macron qui l'avait emporté avec 30,59 % des voix, suivi par Jean-Luc Mélenchon avec 27,85 % des voix, par François Fillon avec 16,16 % des voix et par Benoît Hamon avec 10,94 % des voix. Au 2nd tour, c'est Emmanuel Macron qui l'avait emporté face à Marine Le Pen avec 84,47 % des voix contre 15,53 %.

### Administration municipale
Le nombre d'habitants au recensement de 2017 étant compris entre 10 000 habitants et 19 999 habitants, le nombre de membres du conseil municipal pour l'élection de 2020 est de trente-trois,.

### Rattachements administratifs et électoraux
Ramonville-Saint-Agne est membre de la Communauté d'agglomération du Sicoval (à l'origine un syndicat de communes des coteaux et de la vallée de l'Hers), regroupant 36 communes situées dans le sud-est de l'agglomération toulousaine. Son siège est situé à Labège. Avec 75 439 habitants en 2015, il s'agit de la 3ème plus grande intercommunalité de la Haute-Garonne, derrière Toulouse Métropole et le Muretain.
La commune fait également partie du canton de Toulouse-11, regroupant l'entière commune de Ramonville-Saint-Agne ainsi qu'une fraction de Toulouse située aux limites avec la commune.
Enfin, Ramonville-Saint-Agne est membre de la neuvième circonscription de la Haute-Garonne, qui regroupe le canton de Portet-sur-Garonne ainsi que trois cantons toulousains. En 2017, la députée de la circonscription est Sandrine Mörch, issu du parti de la majorité, La République En Marche.

### Politique environnementale
La ville a adopté en 2019 une nouvelle stratégie développement durable dénommée "Ramonville en transition" afin de définir un projet de territoire à moyen et long terme. La stratégie présente des objectifs au regard des défis économiques, sociaux et environnementaux en 5 grandes orientations et 16 projets déclinés en actions concrètes.
La ville de Ramonville est engagée pour lutter contre les perturbateurs endocriniens et les produits phytosanitaires. Au mois de mai 2019, la commune de Ramonville signait la charte d’engagement « Villes et territoires sans perturbateurs endocriniens »,. La signature de cette charte se veut ainsi être un engagement moral, mais aussi une première étape dans la mise en place d’actions concrètes sur le terrain à destination des citoyens, comme par exemple dans le cadre de la rénovation du Dojo sans perturbateurs endocriniens afin de réduire l'exposition des enfants.
Dans sa logique de participer à la transition énergétique, la commune a lancé un achat groupé d'électricité verte en avril 2021,. Il s’agit d’accompagner la constitution d’un achat groupé, de façon à peser sur les tarifs que les fournisseurs d’énergie pourraient proposer et d'imposer le critère écologique d'électricité 100% verte, la démarche permet aux habitants de mutualiser leur achat d’électricité. De plus, la commune estime que cela pourrait représenter une économie de 150€ par an et par foyer en moyenne.
Ramonville se démarque également par son Plan Local d'Urbanisme (PLU) à énergie positive. L'ensemble des projets immobiliers de la commune doivent obtenir une certification Bâtiment à Énergie Positive afin de recevoir un permis de construire, c'est-à-dire que toutes les nouvelles constructions doivent aboutir à des bâtiments qui produisent plus d'énergie qu'ils n'en consomment. Les projets de construction doivent donc chercher à favoriser l'utilisation des énergies renouvelables, privilégier la lumière du jour et mettre en œuvre des techniques de construction pour éviter de recourir à la climatisation. Le PLU de la commune s'inscrit dans une logique de protection de l'environnement et de lutte contre le dérèglement climatique.
La collecte et le traitement des déchets des ménages et des déchets assimilés ainsi que la protection et la mise en valeur de l'environnement se font dans le cadre du Sicoval. Une déchetterie est présente à l’extrême sud-ouest de la commune.

### Relations internationales

#### Jumelages
La ville de Ramonville entretient deux relations de jumelages avec des villes européennes : 
- Karben (Allemagne) - Hesse
- Zuera (Espagne) - Aragon

La Mairie de Ramonville finance l’association du Comité de jumelage et lui a délégué la tâche d’organiser les manifestations et activités communes aux villes jumelées afin d’y associer un maximum d’habitants. Selon les années, elles sont à caractère sportif, culturel, amical ou associatif.

#### Coopérations décentralisées
- Melloulèche (Tunisie)

La coopération entre Melloulèche et Ramonville a été engagée en 2015 et porte principalement sur l'accès à l'eau potable. Entre 2015 et 2019, près de 900 personnes ont bénéficié d’un accès à l’eau potable à domicile grâce au raccordement au réseau public d’eau potable de 141 maisons. En parallèle, trois écoles primaires de Melloulèche ont été dotées de nouvelles installations sanitaires dans leur enceinte permettant ainsi à 900 élèves et 30 enseignants d’améliorer leurs conditions d’apprentissage et de travail. Les deux communes souhaitent poursuivre la coopération au-delà des actions déjà menées.
- Aplahoué (Bénin)

La coopération décentralisée entre les communes de Ramonville et d’Aplahoué au Bénin portant sur le développement de l’accès à l’eau potable et du réseau d’assainissement a été officialisée en novembre 2017 par la signature de la convention entre les deux communes.

## Population et société

### Démographie
L'évolution du nombre d'habitants est connue à travers les recensements de la population effectués dans la commune depuis 1793. Pour les communes de plus de 10 000 habitants les recensements ont lieu chaque année à la suite d'une enquête par sondage auprès d'un échantillon d'adresses représentant 8 % de leurs logements, contrairement aux autres communes qui ont un recensement réel tous les cinq ans,.

En 2022, la commune comptait 15 172 habitants, en évolution de +7,26 % par rapport à 2016 (Haute-Garonne : +8,02 %, France hors Mayotte : +2,11 %).
| 1793 | 1800 | 1806 | 1821 | 1831 | 1836 | 1841 | 1846 | 1851 |
| ---- | ---- | ---- | ---- | ---- | ---- | ---- | ---- | ---- |
| 439  | 460  | 454  | 461  | 498  | 494  | 500  | 497  | 397  |

| 1856 | 1861 | 1866 | 1872 | 1876 | 1881 | 1886 | 1891 | 1896 |
| ---- | ---- | ---- | ---- | ---- | ---- | ---- | ---- | ---- |
| 505  | 480  | 484  | 469  | 469  | 471  | 509  | 506  | 479  |

| 1901 | 1906 | 1911 | 1921 | 1926 | 1931 | 1936 | 1946 | 1954 |
| ---- | ---- | ---- | ---- | ---- | ---- | ---- | ---- | ---- |
| 441  | 475  | 460  | 446  | 484  | 543  | 547  | 791  | 971  |

| 1962  | 1968  | 1975  | 1982   | 1990   | 1999   | 2006   | 2011   | 2016   |
| ----- | ----- | ----- | ------ | ------ | ------ | ------ | ------ | ------ |
| 1 251 | 2 214 | 8 699 | 10 561 | 11 834 | 11 696 | 11 738 | 12 195 | 14 145 |

| 2021   | 2022   | - | - | - | - | - | - | - |
| ------ | ------ | - | - | - | - | - | - | - |
| 14 949 | 15 172 | - | - | - | - | - | - | - |

| selon la population municipale des années : | 1968 | 1975 | 1982 | 1990 | 1999 | 2006 | 2009 | 2013 |
| Rang de la commune dans le département      | 26   | 7    | 6    | 6    | 10   | 10   | 10   | 9    |
| Nombre de communes du département           | 592  | 582  | 586  | 588  | 588  | 588  | 589  | 589  |

### Enseignement
Ramonville-Saint-Agne fait partie de l'académie de Toulouse.

#### Écoles primaires
La commune de Ramonville compte cinq groupes scolaires implantées dans chacun des quartiers de la ville :
- le groupe scolaire Jean-Jaurès : maternelle, place Marnac et élémentaire, place Charles-de-Gaulle ;
- le groupe scolaire Gabriel-Sajus : maternelle et élémentaire, rue des Hirondelles ;
- le groupe scolaire Pierre-Mendès-France : maternelle, mail Georges-Brassens et élémentaire, avenue Émile-Zola ;
- le groupe scolaire Saint-Exupéry : maternelle, rue du Salas et élémentaire, rue de l’Ancienne-Batterie ;
- le groupe scolaire Angela-Davis : maternelle et élémentaire, allée Georges-Pompidou.

#### Enseignement secondaire
La commune de Ramonville compte un collège public ainsi qu’un établissement spécialisé dans l’accueil des enfants handicapés :
- collège André-Malraux : avenue de Karben ;
- centre spécialisé d’enseignement secondaire Jean-Lagarde, avenue Tolosane.

#### Autres
Ferme pédagogique de Cinquante.

### Manifestations culturelles et festivités
Le centre culturel Le Kiwi propose également une programmation à l'année.
La péniche Didascalie propose des spectacles et du théâtre « Jeune public ».
En mars 2016, Ramonville a accueilli une partie du Criterium inter-iep (Sciences politiques) qui a eu lieu à Toulouse. Un évènement où plusieurs milliers d'étudiants de Sciences Po sont venus de toute la France.

#### ARTO et le Festival de rue de Ramonville

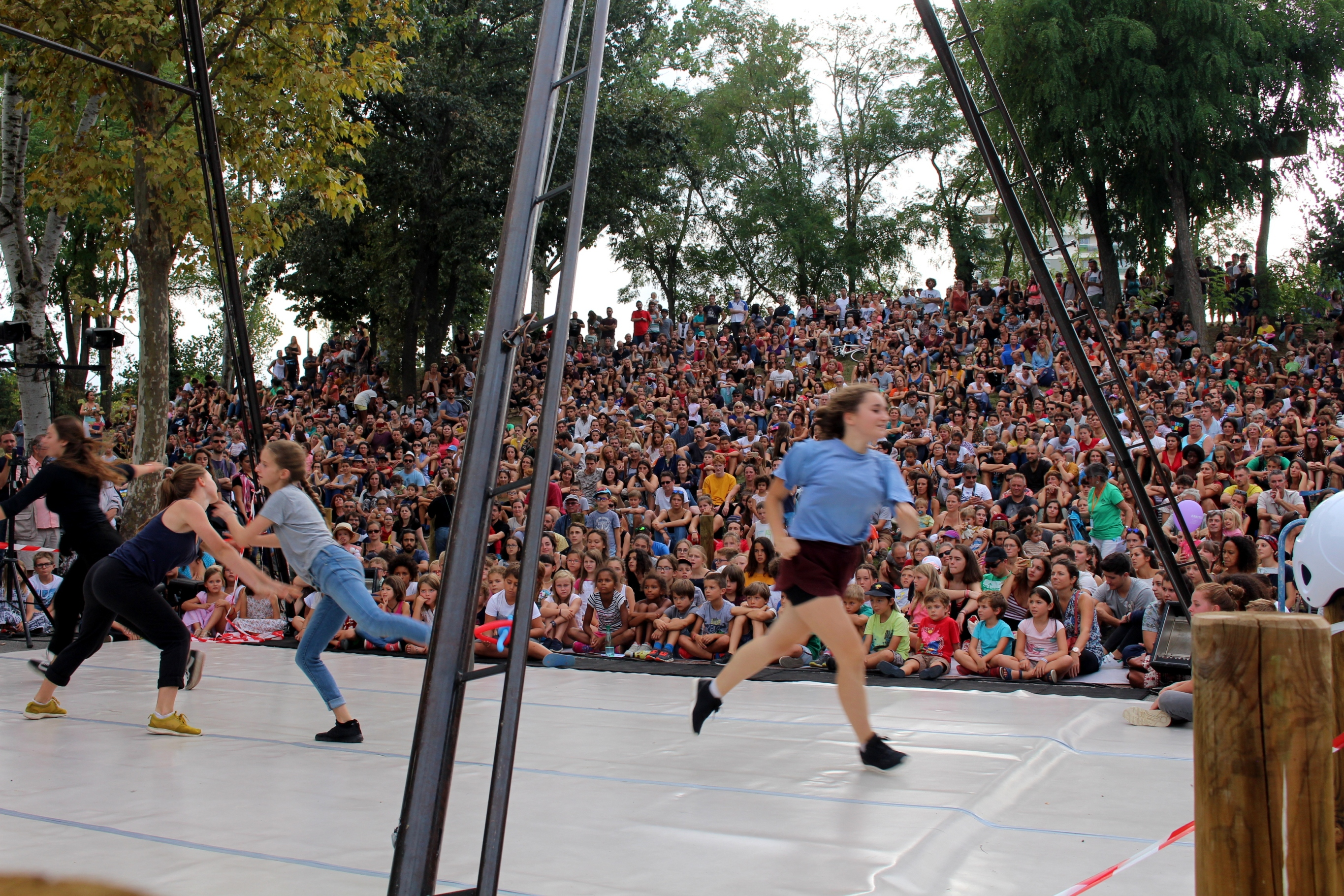
Photo d'une représentation lors l'édition 2018 du festival de rue de Ramonville.

En 1988, la ville de Ramonville et ARTO créent un Festival des Arts de la rue, afin d’ouvrir les lieux publics aux créations « hors les murs » et d’introduire dans la cité des paroles d’artistes nourris de l’imaginaire urbain. Chaque année en septembre, une trentaine de compagnies internationales donne près de 100 représentations devant plus de 30 000 festivaliers. Depuis 2003, dans une recherche permanente de nouveaux espaces et de nouveaux modes d’expression, les actions d’ARTO se déploient sur le Sicoval (communauté d’agglomération du sud-est toulousain) et à Toulouse au cours d’une saison territoriale.

#### Convivencia
L'association porte le Festival Convivencia depuis 1996. Le Festival Convivencia est un festival navigant sur le canal des Deux-Mers, proposant à chacune de ses étapes une programmation musicale différente.

### Santé
La commune ne compte pas de centre hospitalier. Cependant, l'hôpital Rangueil de Toulouse est situé à proximité directe de Ramonville, à quelques kilomètres de la ville. La commune compte plusieurs médecins généralistes ainsi que plusieurs pharmacies.

### Sports

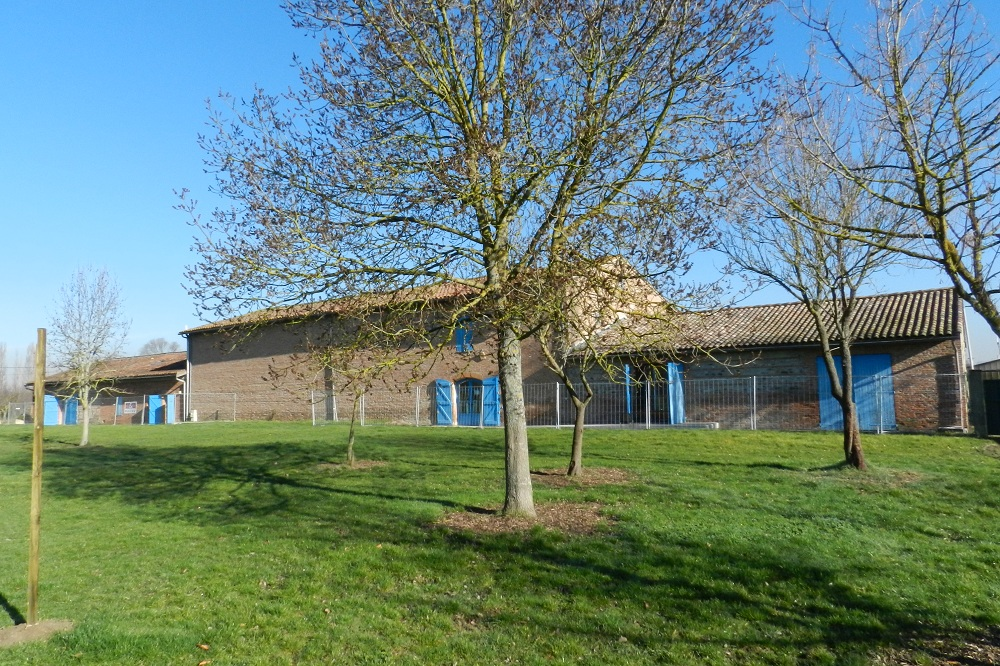
Bâtiment de la ferme de Cinquante, en 2014

- La ferme de Cinquante, propriété communale de 25 hectares de prairies. Elle comprend notamment une zone verte avec un parcours sportif aménagé, des bâtiments dont une partie a été restaurée pour servir de lieu de réunion, pour les besoins de la vie associative locale, ainsi que pour les écoles, une partie louée pour des jardins familiaux, des aires de jeux et de pique-nique, des pistes de bi-cross et skate park.
- Une section omnisports très efficace (USR) permet aux Ramonvillois (et autres) de pratiquer différents sports. La plus emblématique étant sans conteste la section escrime[63], qui a vu passer dans ses rangs bon nombre de bretteurs de niveau national ou international. La salle d'armes Raoul-Cléry fut créée en 1973 par le maître Louis Julien. Rapidement, Régine Boigegrain (une des premières maîtres d'armes féminines de France avec Lucette Nouailles) prit la suite. Après la disparition prématurée de celle-ci en 1993, la relève fut prise par maître Jean-Michel Nouailles, tout frais sorti major de promotion de son école des maîtres d'armes (CREPS Chatenay-Malabry - 92). D'abord spécialisé au fleuret, la pratique du sabre fut mise en place au début des années 2000 et fut arrêtée en 2010, malgré d'excellents résultats (sabre dame : vainqueur coupe d'Europe des clubs, champion de France senior par équipe à plusieurs reprises). Magali Carrier, Cécile Argiolas, Pascale Vignaux toutes trois membres de cette équipe, formaient l'ossature de l'équipe de France championne du monde de sabre dame avec Anne-Lise Touya).
- La commune de Ramonville s'est engagée dans la rénovation de son dojo Karben, qui s'inscrit dans la logique de son PLU à énergie positive. Ce nouveau dojo se caractérise donc à la fois par l'accroissement des surfaces nécessaires au bon fonctionnement des activités mais aussi par sa haute performance énergétique. Le dojo, prévu à la livraison au printemps 2021, vise la labellisation Énergie + Carbone – (E + C-), lancé par l’État en 2018 pour donner suite à l’accord de Paris à l’occasion de la COP 21[64],[65]. Le nouveau dojo abritera les activités des quatre clubs d’arts martiaux (judo, karaté, aïkido et yoseikan) et recevra les écoles, le collège, l’ASEI, les crèches, le centre social, les Alaé et l’association Forme et Évasion. Il sera équipé de deux tatamis de 144 m² chacun, séparés par une cloison amovible ainsi que d'un club house de 60 m² avec coin tisanerie. À la suite de sa rénovation, le dojo portera le nom de Cathy Arnaud[66], double championne du monde de judo (1987 et 1989), quadruple championne d'Europe (1987, 1988, 1989 et 1990), elle est aussi marraine du club local de judo.

Maintenant uniquement tournée vers la pratique de l'épée en compétition et du fleuret en pratique loisir, la section reste un des clubs les plus performants de Midi-Pyrénées et accessoirement de France. La section escrime de l'USR est labellisée par la Fédération française d'escrime : École française d'escrime, Club Formateur, Prestige et Performance. L'équipe Cadet Masculin à l'épée a été championne de France Élite en 2011 (Benjamin Lion, Lucas Hoguet, Damien Attard et Robin Garbay). Lucas Hoguet est en Espoir national au Pôle France de Reims (CREPS).
Chez les seniors, Antoine Guinard fait partie des 20 premiers Français au classement national. Il a participé à sa première Coupe du Monde en 2012. Les équipes senior homme et dame évoluent toutes les deux en Nationale 2 (16 équipes). Les garçons en 2012 ont été médaillés de Bronze en Nationale 3 (Antoine Guinard, Guillaume Larrieu, Christophe Randol et maître Jean-Michel Nouailles) et les filles ont été vice-championnes de France Nationale 3 en 2013 (Audrey Cavalière, Élisabeth Maury, Clarisse Gally et Jessica Auber - - Le Saux). Ces performances leur ont permis d'accéder à la Nationale 2.
En 2017 de nouvelles médailles sont venues orner le blason de la section, avec le titre de Championne de France de Chloé Bousfiha dans la catégorie -17ans. Avec ses équipières (Clara Martineau, Gabrielle Amiet et Carla Daurat) elle aura également obtenue la médaille d'argent par équipe en nationale 2 des -17ans. En senior Jessica Auber- - Le Saux est devenue vice-championne de France nationale 2 et Jean-Édouard Nivot (junior) a obtenu la médaille de bronze en nationale 3.
U.S Ramonville Rugby XV club de rugby à XV, piscine municipale Alex Jany, tennis,

### Médias
La commune édite un bulletin bimestriel d'informations, appelé le Vivre à Ramonville (VàR). Elle est couverte par la chaîne France 3 Occitanie et par le quotidien régional La Dépêche du Midi.

### Cultes
La commune comporte deux églises.

## Économie

### Revenus
En 2018  (données Insee publiées en septembre 2021), la commune compte 6 365 ménages fiscaux, regroupant 13 498 personnes. La médiane du revenu disponible par unité de consommation est de 23 900 € (23 140 € dans le département). 59 % des ménages fiscaux sont imposés (55,3 % dans le département).

### Revenus de la population et fiscalité
En 2011, le revenu fiscal médian par ménage était de 23 203 €. La part des ménages fiscaux imposés était de 65,6 %.

### Emploi
|                | 2008  | 2013  | 2018   |
| -------------- | ----- | ----- | ------ |
| Commune        | 6,6 % | 9,4 % | 10,4 % |
| Département    | 7,7 % | 9,6 % | 9,3 %  |
| France entière | 8,3 % | 10 %  | 10 %   |

En 2018, la population âgée de 15 à 64 ans s'élève à 9 291 personnes, parmi lesquelles on compte 73,4 % d'actifs (63 % ayant un emploi et 10,4 % de chômeurs) et 26,6 % d'inactifs,. En  2018, le taux de chômage communal (au sens du recensement) des 15-64 ans est supérieur à celui du département et de la France, alors qu'en 2008 la situation était inverse.
La commune fait partie du pôle principal de l'aire d'attraction de Toulouse,. Elle compte 6 043 emplois en 2018, contre 6 324 en 2013 et 5 961 en 2008. Le nombre d'actifs ayant un emploi résidant dans la commune est de 5 957, soit un indicateur de concentration d'emploi de 101,4 % et un taux d'activité parmi les 15 ans ou plus de 57,6 %.
Sur ces 5 957 actifs de 15 ans ou plus ayant un emploi, 1 058 travaillent dans la commune, soit 18 % des habitants. Pour se rendre au travail, 65,9 % des habitants utilisent un véhicule personnel ou de fonction à quatre roues, 17,9 % les transports en commun, 14,3 % s'y rendent en deux-roues, à vélo ou à pied et 1,9 % n'ont pas besoin de transport (travail au domicile).
En 2014, la population âgée de 15 à 64 ans s'élevait à 8 783 personnes, parmi lesquelles on comptait 74,3 % d'actifs dont 64,8 % ayant un emploi et 9,5 % de chômeurs.
On comptait 6 225 emplois dans la zone d'emploi, contre 6 107 en 2009. Le nombre d'actifs ayant un emploi résidant dans la zone d'emploi étant de 5 839, l'indicateur de concentration d'emploi est de 106,6 %, ce qui signifie qu'il y a un peu plus d'un emploi par habitant sur la commune.

### Activités hors agriculture

#### Secteurs d'activités
1 280 établissements sont implantés  à Ramonville-Saint-Agne au 31 décembre 2019. Le tableau ci-dessous en détaille le nombre par secteur d'activité et compare les ratios avec ceux du département,.
| Secteur d'activité                                                                                        | Commune | Commune | Département |
| Secteur d'activité                                                                                        | Nombre  | %       | %           |
| --- | ------- | ------- | ----------- |
| Ensemble                                                                                                  | 1 280   | 100 %   | (100 %)     |
| Industrie manufacturière, industries extractives et autres                                                | 71      | 5,5 %   | (5,7 %)     |
| Construction                                                                                              | 90      | 7 %     | (12 %)      |
| Commerce de gros et de détail, transports, hébergement et restauration                                    | 277     | 21,6 %  | (25,9 %)    |
| Information et communication                                                                              | 90      | 7 %     | (4,1 %)     |
| Activités financières et d'assurance                                                                      | 48      | 3,8 %   | (3,8 %)     |
| Activités immobilières                                                                                    | 31      | 2,4 %   | (4,2 %)     |
| Activités spécialisées, scientifiques et techniques et activités de services administratifs et de soutien | 304     | 23,8 %  | (19,8 %)    |
| Administration publique, enseignement, santé humaine et action sociale                                    | 269     | 21 %    | (16,6 %)    |
| Autres activités de services                                                                              | 100     | 7,8 %   | (7,9 %)     |

Le secteur des activités spécialisées, scientifiques et techniques et des activités de services administratifs et de soutien est prépondérant sur la commune puisqu'il représente 23,8 % du nombre total d'établissements de la commune (304 sur les 1280 entreprises implantées  à Ramonville-Saint-Agne), contre 19,8 % au niveau départemental.

### Entreprises et commerces
Les cinq entreprises ayant leur siège social sur le territoire communal qui génèrent le plus de chiffre d'affaires en 2020 sont : 
- Collecte Localisation Satellites - CLS, ingénierie, études techniques (89 036 k€)
- Maflor, hypermarchés (40 178 k€)
- Giraud Midi Pyrenees, travaux de maçonnerie générale et gros œuvre de bâtiment (25 970 k€)
- Picard Autos Ramonville, commerce de voitures et de véhicules automobiles légers (25 836 k€)
- Alyzia, services auxiliaires des transports aériens (24 817 k€)

Au 31 décembre 2015, Ramonville-Saint-Agne comptait 1 280 établissements : 3 dans l’agriculture-sylviculture-pêche, 56 dans l'industrie, 81 dans la construction, 851 dans le commerce-transports-services divers et 289 étaient relatifs au secteur administratif.
En 2016, 127 entreprises ont été créées à Ramonville-Saint-Agne, dont 91 par des autoentrepreneurs.

#### Artisanat et industrie
Le port de plaisance et le port technique sur le canal du Midi représentent une bonne part de l'activité locale.

#### Activités de service
On compte de nombreux commerces de proximité sur la commune, ainsi que de nombreuses entreprises de services.

### Agriculture
|               | 1988 | 2000 | 2010 | 2020 |
| ------------- | ---- | ---- | ---- | ---- |
| Exploitations | 6    | 7    | 6    | 2    |
| SAU (ha)      | 101  | 49   | 84   | 42   |

La commune est dans le Lauragais, une petite région agricole occupant le nord-est du département de la Haute-Garonne, dont les coteaux portent des grandes cultures en sec avec une dominante blé dur et tournesol. En 2020, l'orientation technico-économique de l'agriculture  sur la commune est l'élevage d'équidés et/ou d' autres herbivores. Deux exploitations agricoles ayant leur siège dans la commune sont dénombrées lors du recensement agricole de 2020 (six en 1988). La superficie agricole utilisée est de 42 ha,,.
L'agriculture tient une place très minoritaire dans la commune, celle-ci étant presque totalement urbanisée.

## Culture locale et patrimoine

### Lieux et monuments

#### La canal du midi

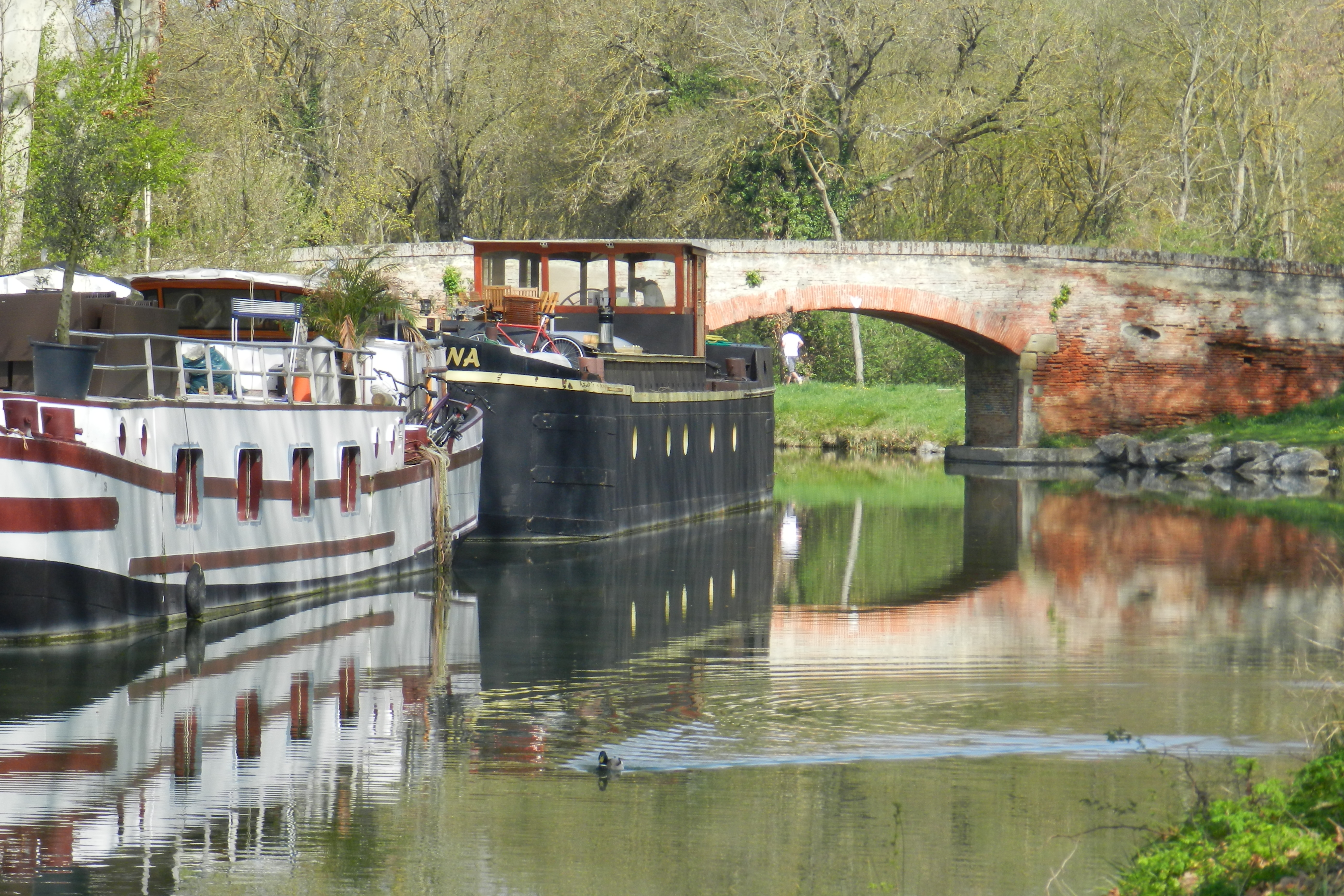
Image du Pont de Mange-Pommes, situé sur le Canal du Midi, 2013.

Le canal du Midi, classé au patrimoine de l'humanité. À voir : ses ponts (le plus remarquable à Ramonville est le pont de Mange-Pommes), l'aqueduc de Saint-Agne, l'écluse de Vic, ses ports (Port Sud, port de plaisance de Ramonville-Saint-Agne et Port technique), les berges du canal sous les platanes (lieu de balade, courir, faire du roller ou du vélo).

#### Le château de Soule

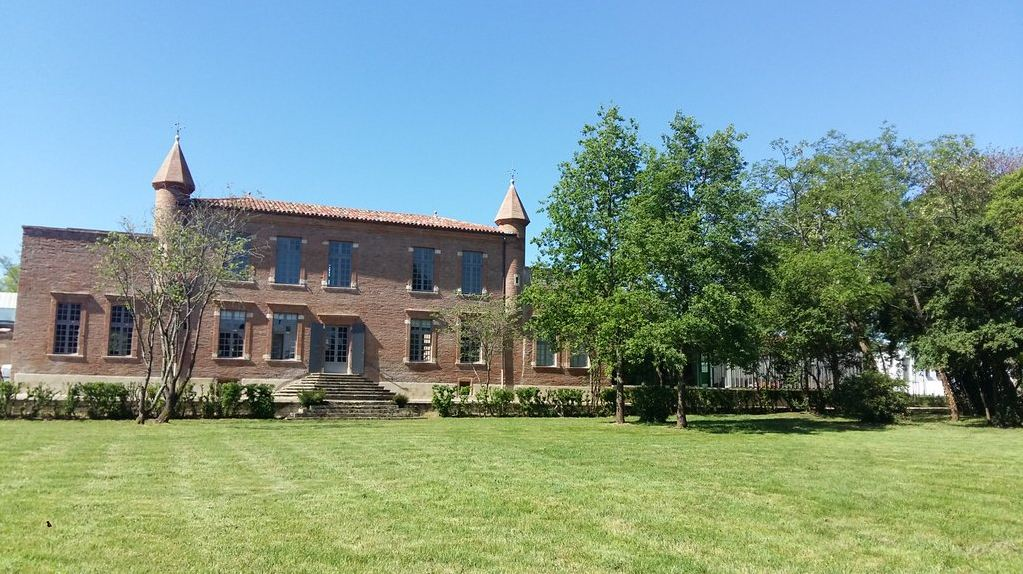
Vue du Château de Soule depuis son parc

Le château de Soule, dit château de la comtesse, château Pailhès. Construit pour Balthazar de Boutaric, conseiller au parlement de Toulouse, qui avait acheté cet ancien domaine au roi en 1695. Le château est vendu à Monseigneur Loménie de Brienne, en 1776, pour en faire une résidence d'été des archevêques de Toulouse. Il est vendu comme bien national à la Révolution. Il est propriété de la mairie de Ramonville-Saint-Agne depuis 1999 et abrite aujourd'hui l'EMEAR (Ecole municipale d'enseignements artistiques de Ramonville)  et des bureaux d'associations de la commune.

#### Le pigeonnier de la Comtesse

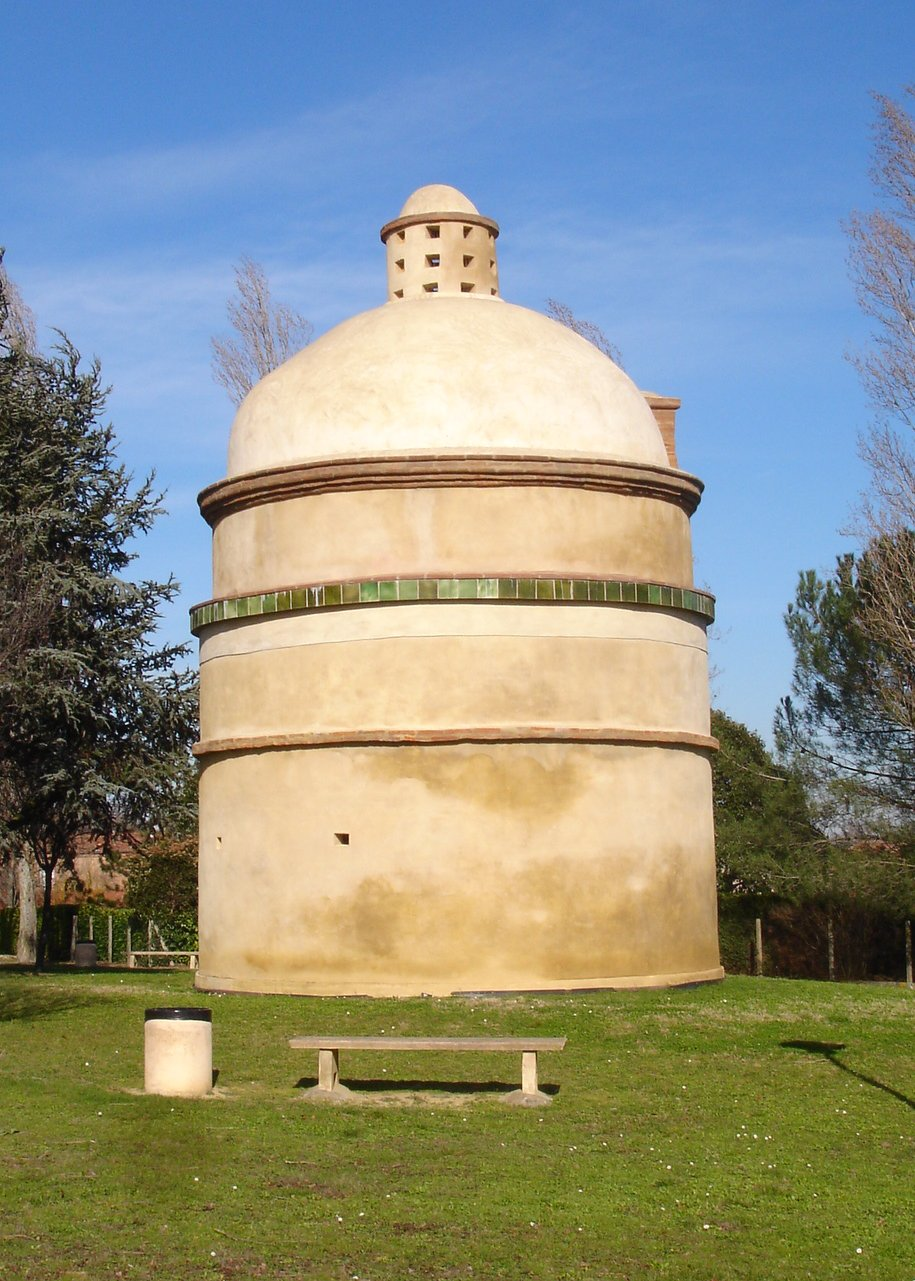
Pigeonnier de la comtesse

Le pigeonnier de la Comtesse, datant du XVIIe siècle, se trouve au lieu-dit Dralet. Il est inscrit aux Monuments historiques. On en avait fait à tort, un supposé moulin à pastel. La comtesse en question est Jeanne-Anne de Bousquet. Épouse de Robert de Villemur, comte de Pailhès et seigneur de Ramonville, elle hérita du château de Soule de son ancêtre Balthazar de Boutaric

#### La ferme de Cinquante
La ferme de Cinquante est un espace de 25 hectares, situé près du Canal du Midi, après le Pont de Mange-Pommes. Cet espace a été acheté par la commune, il comprend notamment : une zone verte avec un parcours sportif aménagé, des bâtiments dont une partie a été restaurée pour servir de lieu de réunion, une partie louée pour des jardins familiaux, des aires de jeux et de pique-nique, une piste de bi-cross et skate park.

#### Le château d'Aubuisson
Le château d'Aubuisson, dit château Latécoère, appartient avant la Révolution à la famille d'Aubuisson, vieille famille de noblesse d'épée. Au début du XXe siècle il appartient à l’industriel Pierre Latécoère, créateur de la ligne aérienne Toulouse-Dakar et constructeur d’avions. Le château se devine au fond de son parc. Propriété privée.

#### Autres lieux et monuments notables
- Un aqueduc à siphon,de Saint-Agne, sous le canal du Midi.
- Une église, datant du XVIIIe siècle, qui possède un lustre du XVIIIe siècle et une croix processionnelle en bois sculpté et doré.
- L'église Saint-Agne avec son clocher-mur dans le quartier de Gleyze-Vieille.
- Église Saint-Jean (lace Marnac.)
- Chapelle Sainte-Anne de Ramonville-Saint-Agne[72].

### Patrimoine culturel

#### Le Bikini
Le Bikini est une salle de concert de rock et de musiques actuelles créée le 27 juin 1983 et qui était située initialement à Toulouse jusqu'à sa destruction le 21 septembre 2001 lors de l'explosion de l'usine AZF, située à quelques centaines de mètres. En 2007, six ans après la destruction de ses locaux, la salle de concert a repris du service à Ramonville-Saint-Agne, au bord du canal du Midi. Le nouveau Bikini répond aux exigences d'accueil et de confort moderne. L'extérieur est équipé d'une piscine comme dans l'ancien lieu. Pour continuer l'aventure qui compte déjà en 2013 plus de 5 000 groupes, le Bikini reprend le rythme avec près de 200 concerts par an pour 150 000 spectateurs.
C'est une salle à part dans le paysage des scènes françaises, du fait d'une programmation audacieuse. Les groupes locaux tout comme les vedettes internationales sont programmés ; et c'est d'ailleurs au Bikini que les Australiens de Midnight Oil ont déjà choisi de se produire, tout comme Louise Attaque ou Yuri Buenaventura. Des artistes à présent[Quand ?] réputés y ont fait leurs débuts : les Rita Mitsouko, les Stranglers, Pigalle et les Garçons Bouchers, Noir Désir, Bigflo et Oli… Le Bikini est ainsi devenu l'une des salles de concerts les plus célèbres de France. Et même si avec l'explosion de l'usine AZF, en septembre 2001, le Bikini est détruit, il renaît de ses cendres en 2007 en s'établissant à Ramonville, plus fort que jamais.

#### L'Autan (cinéma)

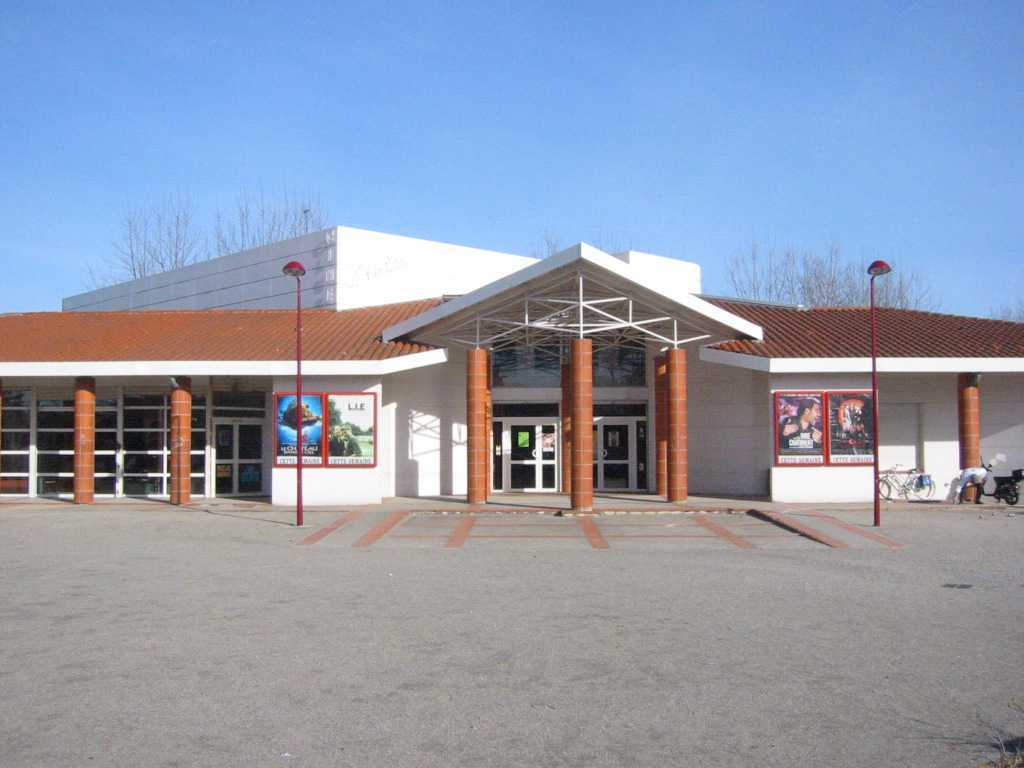
Vue du cinéma depuis la place.

L'Autan est un cinéma classé « art et essai » par le CNC, il dispose d'une salle de cinéma de 220 places pour un écran de 12 mètres avec projecteur numérique. Le cinéma est né d'un projet municipal et il est géré par l'association « Ramonville ciné ». Il offre 16 à 18 séances hebdomadaires et reçoit de 35 000 à 38 000 spectateurs chaque année.

#### Le Kiwi (centre culturel)
Le Kiwi est le centre culturel de Ramonville dont la mairie coordonne le pilotage en complicité avec l'association ARTO. ARTO est une association culturelle indépendante notamment spécialisée dans les arts de la rue. Elle propose des spectacles dans les rues et dans le quotidien, en faisant appel à des compagnies professionnelles venues de France et de l'international. C'est ARTO qui organise le Festival de rue de Ramonville qui a lieu mi-septembre, ainsi que la saison itinérante de spectacles de rue qui se déroule d’avril à novembre sur Toulouse, Ramonville et d’autres communes du Sicoval.

#### Le festival de rue de Ramonville

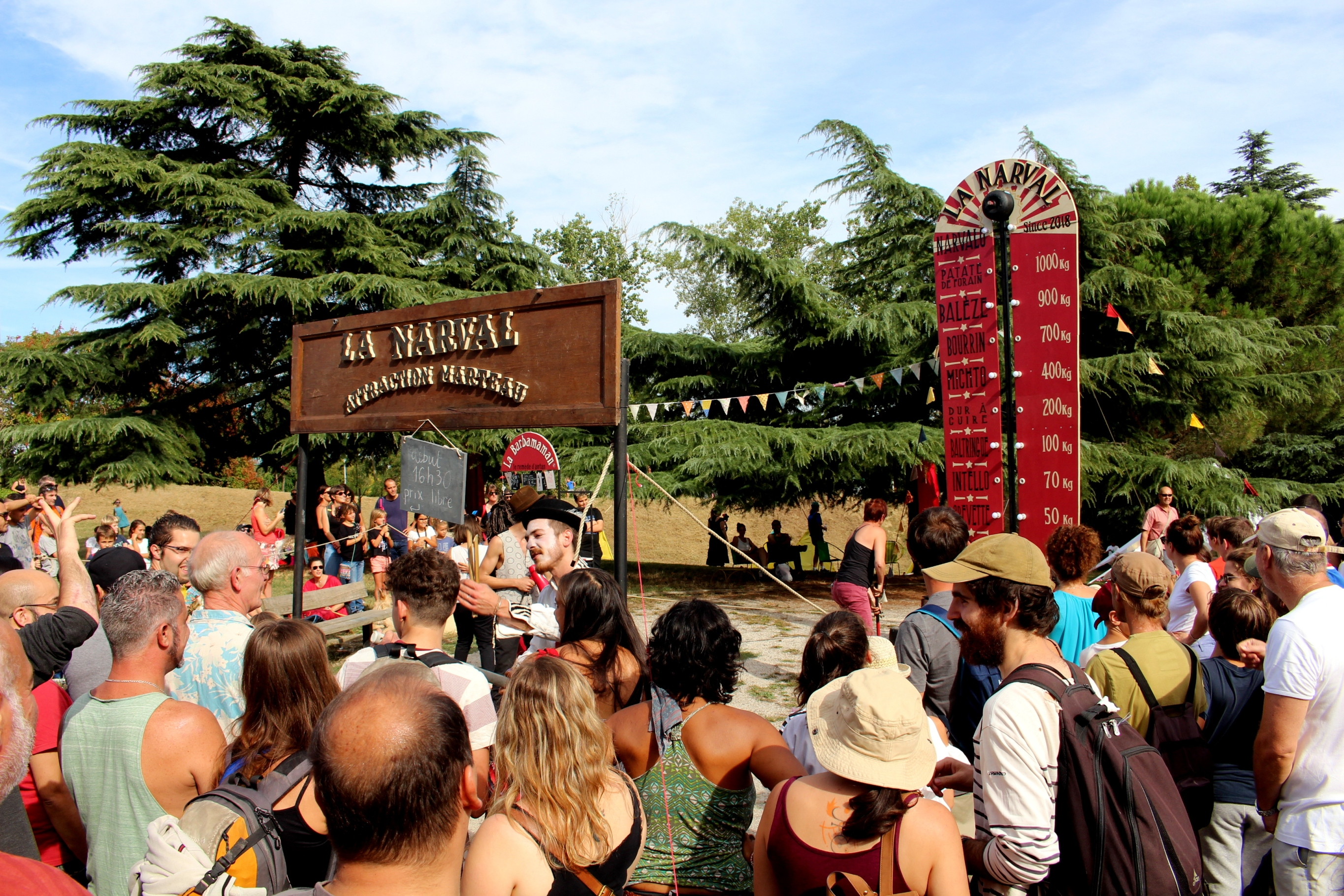
La foule sur un stand du festival de rue de Ramonville en 2018

Depuis 1988, la ville de Ramonville et l'association Arto organisent un festival autour des arts de la rue, afin d'ouvrir les lieux publics aux créations « hors les murs » et d'introduire dans la cité des paroles d'artistes nourris de l'imaginaire urbain. Il est devenu un rendez-vous artistique attendu en Occitanie et sur le plan national. Le festival rassemble chaque année plus de 32 000 festivaliers intrigués, dans un esprit de fête et relations humaines. Le festival rassemble des compagnies émergentes ou bien installées qui font de l’espace public le lieu, l’outil et le sujet de leurs créations. Des « nouvelles écritures urbaines » créées pour la rue et avec la rue qui mélangent les expressions et esthétiques : danse, théâtre, cirque, musique, performance, scénographie, installation, vidéo, marionnette, arts plastiques, manipulation d’objets…

#### La médiathèque Simone de Beauvoir
Depuis 1986, Ramonville dispose d'une médiathèque de 1 000 m² proposant plus de 40 000 documents

### Personnalités liées à la commune
- Frédéric Michalak, joueur de rugby à XV.
- Pierre-Georges Latécoère, industriel et avionneur français, enterré en août 1943 dans la commune.
- Pierre Cohen, ancien maire de Ramonville de 1989 à 2008, député de la troisième circonscription de la Haute-Garonne et maire de Toulouse de 2008 à 2014.
- Guy Hersant brièvement maire de Toulouse en 2001.
- Pierre Bezio, haut magistrat français, y est né en juin 1924.
- Patrice Dalle repose au cimetière du Pigeonnier.

### Héraldique
| Blason de Ramonville-Saint-Agne | Blason  | Coupé au 1) parti au I de gueules à la croix cléchée, vidée et pommetée de douze pièces d’or et au II d’argent au pin parasol arraché de sinople, au 2) de sable au léopard tenant une pique de sa patte dextre soutenu d’un croissant, le tout d’argent. |
| Blason de Ramonville-Saint-Agne | Détails | Le statut officiel du blason reste à déterminer. |

## Pour approfondir